# إمبراطورية إفريقيا الوسطى
كانت إمبراطورية إفريقيا الوسطى (بالفرنسية: Empire Centrafricain) دولة ذات نظام الحزب الواحد لم تدم طويلًا، أعلنت نفسها إمبراطورية، وحكمتها ملكية مطلقة حلّت محلّ جمهورية إفريقيا الوسطى، ثم استُعيدت الجمهورية لاحقًا لتحلّ محلّ الإمبراطورية. تأسست الإمبراطورية في الرابع من شهر ديسمبر عام 1976 بقيادة المشير (المارشال) جان بيدل بوكاسا، وهو دكتاتور عسكري ورئيس جمهورية افريقيا.
أنفق بوكاسا ما يعادل أكثر من 20 مليون دولار أمريكي، أي ثلث الدخل السنوي لحكومة البلاد، على مراسيم تتويجه. أُلغيت الملكية واستُعيدت الجمهورية في الحادي والعشرين من شهر سبتمبر عام 1979، عندما طُرد بوكاسا واستُبدل بـ ديفيد داكو بمساعدة فرنسية.

## تاريخ

### إعلان الإمبراطورية
في شهر سبمتبر من عام 1976، حلّ بوكاسا الحكومة واستبدلها بالمجلس الثوري لإفريقيا الوسطى. في الرابع من شهر ديسمبر عام 1976، وخلال مؤتمر ميسان (حركة التطور الاجتماعي لإفريقيا السوداء)، وضع بوكاسا دستورًا جديدًا، وعاد إلى المسيحية الكاثوليكية مجددًا بعدما اعتنق الإسلام لفترة قصيرة في وقت سابق من ذلك العام، وأعلن تحوّل الجمهورية إلى ملكية: إمبراطورية إفريقيا الوسطى. نصّب نفسه ملكًا، وأطلق على نفسه لقب «جلالة الإمبراطور» في الرابع من شهر ديسمبر عام 1977.
كان لقب بوكاسا الكامل هو «إمبراطور إفريقيا الوسطى بمشيئة شعب إفريقيا الوسطى، المتحد ضمن الحزب السياسي الوطني، ميسان». استلهم بوكاسا شاراته الملكية واحتفالية تتويجه الباذخة ونظامه الحاكم من الإمبراطور الفرنسي نابليون الأول، والأخير هو الذي حوّل الجمهورية الفرنسية الأولى –والتي كان نابليون يشغل فيها منصب القنصل الأول– إلى الإمبراطورية الفرنسية الأولى. تُقدّر تكاليف احتفالية تتويج بوكاسا بـ 20 مليون دولار أمريكي –ما يعادل ثلث ميزانية بلاده وكامل المساعدات الفرنسية التي أُرسلت له في ذلك العام.
حاول بوكاسا شرعنة أفعاله، فادعى أن تأسيس الملكية سيساعد إفريقيا الوسطى في الصمود والتميّز عن باقي دول القارة، وسيكسبها احترام العالم. على الرغم من إرساله دعوات عالمية لحضور المراسم، لم يحضر الحدثَ أي زعيمٍ أجنبي. اعتقد الكثيرون أن بوكاسا رجل مجنون، وقارنوا تبذيره المغرور هذا بدكتاتور إفريقي غريب هو الآخر، وهو المشير عيدي أمين دادا.
قيل أن الإمبراطورية الجديدة ستكون ملكية دستورية. لكن على أرض الواقع، احتفظ الإمبراطور بوكاسا بجميع السلطات الدكتاتورية عندما كان رئيسًا، وكان حزب ميسان الحزب الوحيد المسموح له قانونيًا في البلاد. لذا، كان نظام البلاد ملكية مطلقة تحت سلطة دكتاتورية عسكرية. استمرّ قمع المعارضين والساخطين بالانتشار، وقيل أن التعذيب استفحل بشكل خاص. في محاكمة لاحقة، ثبُتَ أن بوكاسا نفسه شارك أحيانًا في عمليات التعذيب والضرب.

### الإطاحة ببوكاسا
بحلول شهر يناير عام 1979، تضاءل الدعم الفرنسي لبوكاسا عقب تمردات وأعمال شغب في بانغي أدت بدورها إلى مذبحة بحقّ المدنيين. بين الـ 17 والـ 19 من شهر أبريل، اعتُقل عدد من طلاب المدارس الثانوية بعدما تظاهروا اعتراضًا على ارتداء الزي المدرسي المكلف الذي فرضته الحكومة، وقُدر عدد القتلى بـ 100 شخص.
شارك الإمبراطور بوكاسا شخصيًا في تلك المذبحة، وتشير التقارير إلى مشاركته في ضرب الأطفال حتى الموت مستخدمًا عكازه. مهدت التغطية الصحفية الكبرى عقب موت الطلاب لانقلاب ناجحٍ دخلت فيه القوات الفرنسية ضمن عملية باراكودا وأعادت الرئيس ديفيد داكو مجددًا إلى السلطة، حينها كان بوكاسا في ليبيا يلتقي الرئيس الليبي معمر القذافي في العشرين من شهر سبتمبر عام 1979.
أطلق الدبلوماسي الفرنسي المخضرم جاك فوكار ما أسماه بـ «آخر بعثات فرنسا الاستعمارية» على تدخل الحكومة الفرنسية للإطاحة ببوكاسا. رفض الرئيس الفرنسي فرانسوا ميتران التدخل في هذا الشأن مجددًا. بدأت عمليه باراكودا في ليلة العشرين من شهر سبتمبر، وانتهت باكرًا في صباح اليوم التالي.

## وصلات خارجية
- Jules Verne Stamp
- Luigi Pirandello stamp
- Imperial stamp example
- Imperial currency example
- Imperial flag-->